# 1702

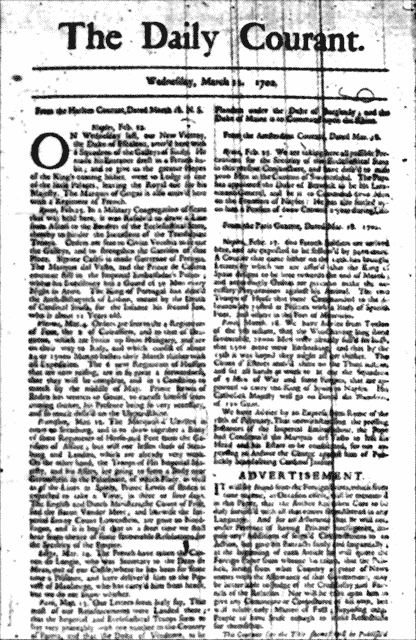
The Daily Courant. 11 de março em Inglaterra, 22 de março em Portugal. Ano de 1702.

- Wikisource

| Calendário gregoriano                                                        | 1702 MDCCII                         |
| Ab urbe condita                                                              | 2455                                |
| Calendário arménio                                                           | 1151 – 1152                         |
| Calendário bahá'í                                                            | -142 – -141                         |
| Calendário budista                                                           | 2246                                |
| Calendário chinês                                                            | 4398 – 4399 Início a 28 de janeiro  |
| Calendário copta                                                             | 1418 – 1419                         |
| Calendário etíope                                                            | 1694 – 1695                         |
| Calendários hindus - Vikram Samvat - Calendário nacional indiano - Cáli Iuga | 1757 – 1758 1623 – 1624 4802 – 4803 |
| Calendário Holoceno                                                          | 11702                               |
| Calendário islâmico                                                          | 1114 – 1115                         |
| Calendário judaico                                                           | 5462 – 5463                         |
| Calendário persa                                                             | 1080 – 1081                         |
| Calendário rúnico                                                            | 1952                                |
| Calendário solar tailandês                                                   | 2245                                |

1702 (MDCCII, na numeração romana) foi um ano comum do século XVIII do actual Calendário Gregoriano, da Era de Cristo, e a sua letra dominical foi A (52 semanas), teve início a um domingo e terminou também a um domingo.
| Ano completo                    |
| ------------------------------- |
| Ano comum com início ao domingo |

## Eventos
- 22 de março - Começa a publicar-se em Londres o periódico The Daily Courant, o primeiro com publicação diária, exclusivamente com notícias do estrangeiro.
- Início da Guerra da Rainha Ana.
- Francisco de São Jerônimo é nomeado bispo do Rio de Janeiro.
- António Coelho Guerreiro é nomeado primeiro governador de Timor.
- Fundação do arraial do Serro Frio, em Minas Gerais, Brasil.
- Construção da Ermida de Jesus Maria e José, no lugar da Várzea, ilha de São Miguel, Açores.
- Portugal criou um órgão especial para administrar e controlar a exploração de mineração: a Intendência das Minas.
- Iniciada a mineração, o rei de Portugal criou a Intendência das Minas, órgão encarregado de controlar a exploração de ouro, cobrar impostos e julgar os crimes praticados na região.
- Epidemia de febre amarela assola a cidade de Nova Iorque, dizimando 10% de sua população.

## Dezembro
- 10 de Dezembro - Naufrágio da fragata francesa "Fla Orbanne", nos baixios da Baía de Angra. Este acidente deixou informações nos registros de óbitos da freguesia da Sé, aquando da inumação dos náufragos dados à costa da cidade.[1]

## Nascimentos
- Louis-François Roubiliac, escultor francês.

## Mortes
- 8 de Março - Guilherme III de Inglaterra (n. 1650).